# Tiya Sircar

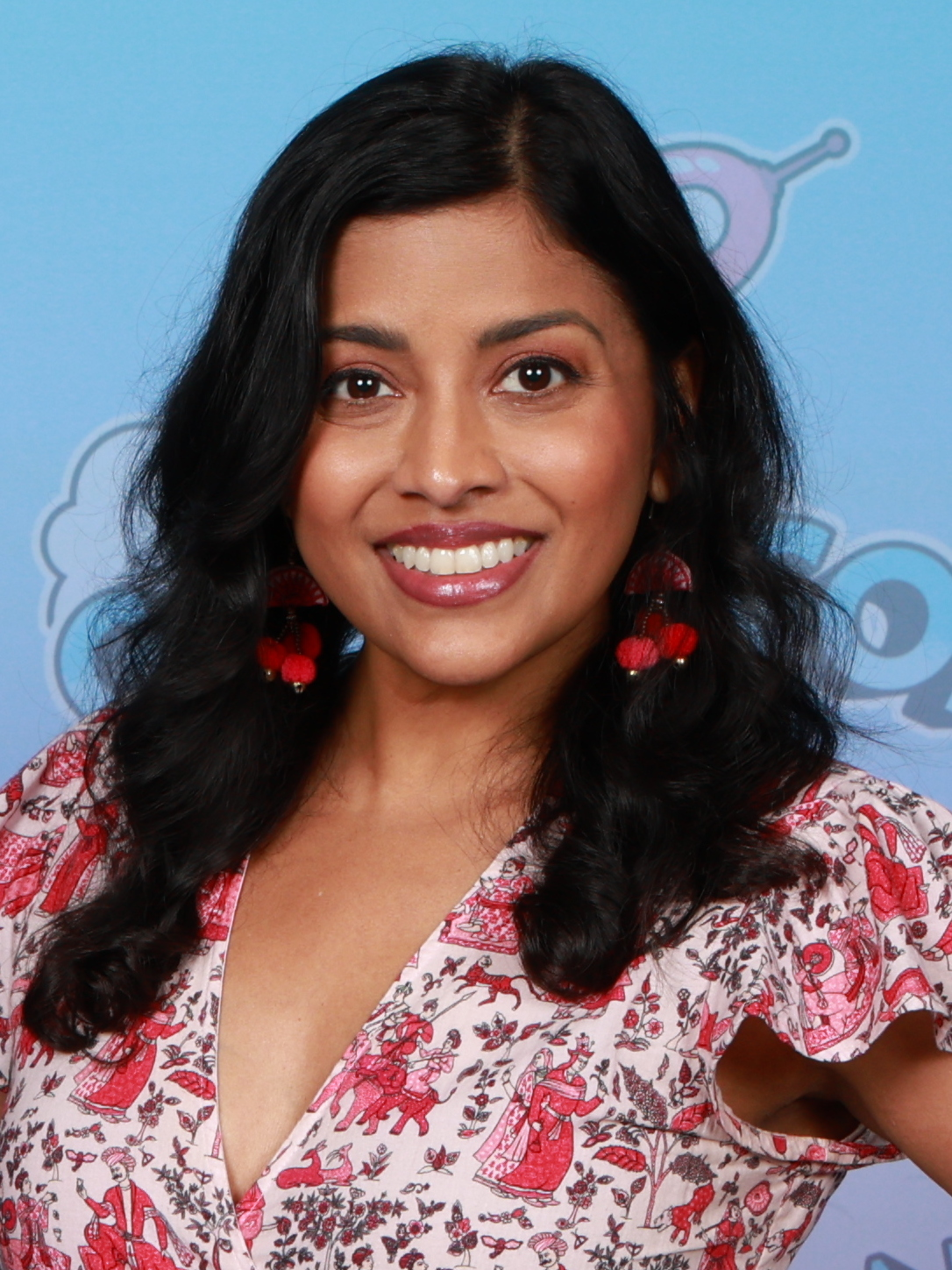
Tiya Sircar (2024)

Tiya Sircar (* 16. Mai 1982 in Fort Worth, Texas) ist eine US-amerikanische Schauspielerin. Bekannt wurde sie durch ihre Rollen in 17 Again – Back to High School, Prakti.com und der Serie Vampire Diaries.

## Leben
Tiya Sircar wurde als Tochter zweier College-Professoren indisch-bengalischer Herkunft in Fort Worth (Texas) geboren. Sie studierte an der Universität von Texas in Austin und erlangte dort einen Bachelor-Abschluss in Business und Marketing und einen in Theater und Tanz. Nach dem Studium zog sie nach Los Angeles und ist dort als Schauspielerin tätig.

## Filmografie (Auswahl)

### Film
- 2005: Heavenly Beauties (Kurzfilm)
- 2007: The Insatiable
- 2008: The Rock Paper Scissors Show
- 2008: Thy Kingdom Come
- 2009: Das Hundehotel (Hotel for Dogs)
- 2009: 17 Again – Back to High School (17 Again)
- 2009: Just Peck
- 2011: Freunde mit gewissen Vorzügen (Friends with Benefits)
- 2012: The Domino Effect
- 2012: Wild Beasts
- 2013: Das verschollene Medaillon – Die Abenteuer von Billy Stone (The Lost Medallion: The Adventures of Billy Stone)
- 2013: Breaking the Girls
- 2013: Prakti.com (The Internship)
- 2013: Dinosaurier 3D – Im Reich der Giganten (Walking with Dinosaurs, Stimme)
- 2014: Miss India America
- 2019: Good Sam
- 2022: A Gingerbread Christmas
- 2023: Ghosted
- 2023: Maximum Truth

### Fernsehen
- 2007: Acceptable.TV (Serie, eine Folge)
- 2007: House, M.D. (Serie, eine Folge)
- 2007: Hannah Montana (Serie, eine Folge)
- 2007: Moonlight (Serie, eine Folge)
- 2008: Terminator: The Sarah Connor Chronicles (Serie, eine Folge)
- 2008: Greek (Serie, zwei Folgen)
- 2008: Numbers – Die Logik des Verbrechens (Numbers, Serie, eine Folge)
- 2008: Privileged (Serie, eine Folge)
- 2008–2009: Zack & Cody an Bord (The Suite Life on Deck, Serie, drei Folgen)
- 2009: Phineas und Ferb (Phineas and Ferb, Serie, eine Folge, Stimme)
- 2010: Make It or Break It (Serie, eine Folge)
- 2010: Better with You (Serie, eine Folge)
- 2010: Vampire Diaries (The Vampire Diaries, Serie, drei Folgen)
- 2011: Navy CIS (NCIS, Serie, eine Folge)
- 2011: Georgetown
- 2012: Touch (Serie, eine Folge)
- 2013: Emily Owens, M.D. (Serie, eine Folge)
- 2013: Betas (Serie, eine Folge)
- 2013: Witches of East End (Serie, vier Folgen)
- 2013: The Crazy Ones (Serie, drei Folgen)
- 2014–2018: Star Wars Rebels (Serie, 66 Folgen, Stimme)
- 2016–2020: The Good Place (Serie, 18 Folgen)
- 2017: The Mindy Project (Serie, eine Folge)
- 2017–2018: Star Wars: Die Mächte des Schicksals (Star Wars: Forces of Destiny, Serie, neun Folgen, Stimme)
- 2017–2019: Spirit: wild und frei (Spirit Riding Free, Serie, 33 Folgen, Stimme)
- 2018: Alex, Inc. (Serie, zehn Folgen)
- 2018: Supergirl (Serie, zwei Folgen)
- 2018: Christmas Lost and Found
- 2019: Christmas 9 to 5
- 2020: The Fugitive (Serie, 14 Folgen)
- 2020: Christmas on Wheels
- 2021–2022: Mira – Die Meisterdetektivin (Mira, Royal Detective, Serie, sechs Folgen, Stimme)
- 2021: Guilty Party (Serie, zehn Folgen)
- 2021: Station Eleven (Serie, eine Folge)
- 2022: The Afterparty (Serie, acht Folgen)